# Cratere Tamboril
Tamboril è un cratere sulla superficie di 65803 I Dimorphos.